# James Ralph Kirk
James Ralph Kirk (ur. 14 listopada 1895 w Antigonish, zm. 6 listopada 1963) – kanadyjski polityk, w latach 1936–1957 członek Izby Gmin z ramienia Liberalnej Partii Kanady.
Urodzony w Antigonish w Nowej Szkocji, w wyborach uzupełniających 16 marca 1936 roku w okręgu wyborczym Antigonish-Guysborough został wybrany członkiem 18. Izby Gmin. Następnie był wybierany na kolejne kadencje w wyborach lat 1940, 1945, 1949 oraz 1953. Był członkiem komisji zajmujących się sprawami morskimi, rybołówstwem, rolnictwem, oraz wydatkami publicznymi. Brał udział także w specjalnym komitecie utworzonym do przeanalizowania ustawy o wyborach w dominiach z 1938 roku. Przegrał następne wybory w 1957 roku, z politykiem Progresywno-Konserwatywnej Partii Kanady, Angusem Ronaldem Macdonaldem. Ogółem spędził w kanadyjskim parlamencie 21 lat, 2 miesiące i 26 dni. Zmarł w 1963 roku.